# リオネル・マティス
リオネル・マティス（Lionel Mathis, 1981年6月16日 - ）は、フランス・セーヌ＝サン＝ドニ県・モントルイユ出身の元サッカー選手。現役時代のポジションはミッドフィールダー。

## 経歴
クレールフォンテーヌ国立研究所を卒業後、AJオセールの下部組織に入団し1999年にはクープ・ドゥ・ガンバルデッラ(fr)で優勝した。
2003年には最優秀新人賞を受賞した。

## 代表歴
U-19フランス代表としてUEFA U-19欧州選手権2000で優勝し、2002年にはUEFA U-21欧州選手権準優勝メンバーに名を連ねた。

## タイトル
- AJオセール

クープ・ドゥ・フランス:(2):2003, 2005
- EAギャンガン

クープ・ドゥ・フランス:(2):2009, 2014
- U-19フランス代表

UEFA U-19欧州選手権 2000

## 所属クラブ
- AJオセール 2000-2007
- FCソショー 2007-2009

→ EAギャンガン 2008-2009 (loan)
- EAギャンガン 2009-2016
- AJオセール 2016-2017